# Homicide (televisieserie)
Homicide is een Australische actieserie die op de Australische televisie werd uitgezonden van 1964 tot 1976.

## Cast
| Acteur           | Personage      |
| ---------------- | -------------- |
| Telford Jackson  | Alec Potts     |
| Carl Bleazby     | Greg Watkins   |
| Joan Letch       | Ada Evans      |
| Terry Norris     | Garrick        |
| Terry Gill       | Alan Dixon     |
| Maurie Fields    | Bill Todd      |
| Peter Aanensen   | 'Bull' Madigan |
| Sheila Florance  | Edna           |
| Syd Conabere     | Alan Barnes    |
| Patsy King       | Betty Nyberg   |
| Ben Gabriel      | Billy Garrett  |
| Norman Kaye      | The Prosecutor |
| Vic Gordon       | Bill Flynn     |
| Bill Hunter      | George Abbott  |
| Michael Duffield | Alex Olsen     |
| Anne Charleston  | Alice Baker    |
| Max Osbiston     | Dad Baxter     |
| Keith Eden       | Barney         |